# Liste des évêques et archevêques de Lilongwe
Cette page présente la liste des évêques et archevêques de Lilongwe
La préfecture apostolique du Nyassa est créée ex nihilo le 31 juillet 1889. Elle est érigée en vicariat apostolique le 12 février 1897. Ce dernier change de dénomination le 12 juillet 1951 pour devenir le vicariat apostolique de Likuni, puis à nouveau le 20 juin 1958 pour devenir le vicariat apostolique de Lilongwe.
Celui-ci est érigé en diocèse le 25 avril 1959, puis en archidiocèse métropolitain de Lilongwe (Archidioecesis Lilongvensis) le 9 février 2011.

## Est préfet apostolique
- 31 juillet 1889-12 février 1897 : siège vacant

## Sont vicaires apostoliques
- 12 février 1897-28 février 1911 : Joseph Dupont M. Afr., vicaire apostolique du Nyassa.
- 24 février 1911-27 juin 1934 : Mathurin Guillemé M. Afr., vicaire apostolique du Nyassa.
- 10 décembre 1934-7 décembre 1950 : Joseph Julien M. Afr., vicaire apostolique du Nyassa.
- 10 juillet 1951-25 avril 1959 : Joseph Fady M. Afr., vicaire apostolique du Nyassa, puis vicaire apostolique de Likuni (12 juillet 1951), puis enfin vicaire apostolique de Lilongwe (20 juin 1958).

## Sont évêques
- 25 avril 1959-6 mai 1972 : Joseph Fady, promu évêque.
- 6 mai 1972-20 décembre 1979 : Patrick Kalilombe (Patrick Augustin Kalilombe)
- 20 décembre 1979-11 novembre 1994 : Matthias Chimole (Matthias A. Chimole)
- 11 novembre 1994-23 janvier 2001 : Tarcisius Ziyaye (Tarcisius Gervais Ziyaye)
- 23 janvier 2001-4 juillet 2007 : Félix Mkhori (Félix Eugène Mkhori)
- 4 juillet 2007-9 février 2011 : Rémi Sainte-Marie (Rémi Joseph Gustave Sainte-Marie)

## Sont archevêques
- 9 février 2011-3 juillet 2013 : Rémi Sainte-Marie (Rémi Joseph Gustave Sainte-Marie), promu archevêque.
- 3 juillet 2013-† 14 décembre 2020: Tarcisius Ziyaye (Tarcisius Gervazio Ziyaye)
- depuis le 15 octobre 2021 : George Tambala

## Sources
- Fiche de l'archidiocèse sur le site www.catholic-hierarchy.org